# Paul Guérin (religieux)
Pour les articles homonymes, voir Guérin.
Ne doit pas être confondu avec Paul Guérin (écrivain).
Paul Guérin, né le 8 mars 1830 à Buzançais et mort le 23 juin 1908 à Lanzac, hameau de Cieurac, est un prêtre, professeur de philosophie, écrivain et camérier de Léon XIII . Doué pour le travail de compilation, il est surtout connu pour être l'auteur de la série Les Petits Bollandistes : vie des saints dont les quinze volumes (1866-1869) furent plusieurs fois réédités.

## Biographie
Les parents de Paul Guérin sont de condition modeste. Paul est élève à Buzançais, à l'école supérieure communale. En 1842, il entre au petit séminaire de Saint Gaultier, puis, vers 1849, au grand séminaire de Bourges. À l'issue de ses études, il retourne à Saint-Gaultier, comme professeur de quatrième. Nommé ensuite au collège Saint-Dizier, il y enseigne durant 13 ans. Parallèlement à son enseignement, il écrit et traduit des œuvres étrangères: ainsi, en 1857, Le Paradis perdu de John Milton. En 1858-1859, il publie, par souscription, 4 volumes de la Vie des saints de Giry.

## LeDictionnaire des dictionnaires
Paul Guérin dirigea la publication et signa, sous son nom laïcisé, les six volumes du Dictionnaire des dictionnaires. Lettres, sciences, arts, encyclopédie universelle (1884-1890), édition refondue en 1892, à laquelle s'ajoutera un important Supplément illustré en 1895.
Comme son titre l'indique, cet ouvrage a pour ambition de réunir « la substance de tous les dictionnaires […] le résumé des connaissances humaines ». L'auteur annonce que la rédaction des articles a été confiée « à des hommes spéciaux, à la fois savants et vulgarisateurs ». De fait, Paul Guérin sut s'entourer de brillants spécialistes, comme Camille Saint-Saëns pour la musique ou Frédéric Godefroy pour la lexicographie. Le responsable de la rédaction, Frédéric Loliée, littérateur, rédigea l'introduction. La partie scientifique de l'œuvre contrebalance par endroits la vision traditionnelle des articles religieux et théologiques. Au lieu de se limiter comme ses prédécesseurs aux formes en usage en France, ce dictionnaire entrouvre la description de la langue française aux parlers de la Belgique, de la Suisse romande et particulièrement du Québec.
Les biographies d'auteurs et les articles importants sont accompagnés d'une bibliographie.
En dépit de tous ces atouts, cette nouvelle encyclopédie se heurte à la concurrence de La Grande Encyclopédie, lancée en 1886 par Marcellin Berthelot, et surtout à celle de la maison Larousse. Incapable de s'imposer, cette entreprise a dû réduire ses ambitions et chaque nouveau volume de l'encyclopédie est devenu un peu plus réduit que le précédent.
Des dictionnaires et encyclopédies postérieures copièrent largement le dictionnaires des dictionnaires, ainsi que le rapporte Alain Rey « lorsque je pris connaissance de l'encyclopédie du xxe siècle... à plusieurs éléments près... ces gros volumes pompeux reproduisaient le texte du dictionnaire des dictionnaires, retournant la veste du protonotaire Guérin, dont le nom avait disparu... ».
Poussé à la faillite puis à des abus de confiance pour financer son dictionnaire, il fut condamné à de la prison et se cacha à la fin de sa vie dans le Lot.

## Écrits
- Vie des saints d'après Lipoman, Surius, Ribadeneira et autres auteurs, 1858-1860, 4 volumes
- Les Petits Bollandistes : vie des Saints, 1866-1869, 15 volumes
- Les petits bollandistes; vies des saints de l'Ancien et du Nouveau Testament, des martyrs, des pères, des auteurs sacrés et ecclésiastiques ... notices sur les congrégations et les ordres religieux, histoire des reliques, des pèlerinages, des dévotions populaires, des monuments dus à la piété ... d'après le père Giry, dont le travail, pour les vies qu'il a traitées, forme le fond de cet ouvrage, les grands bollandistes qui ont été de nouveau intégralement analysés, Surius, Ribadeneira, Godescard, Baillet, les hagiologies et les propres de chaque diocèse tant de France que de l'étranger, et les travaux, soit archéologiques, soit hagiographiques, les plus récents, Paris, Bloud et Barral, 1888 (7e édition considérablement augmentée)
- Dictionnaire des dictionnaires : lettres, sciences, arts, encyclopédie universelle, 1884-1892, Tome 1, 2, 3, 4, 5, 6 et supplément, Librairie des imprimeries réunies, Motteroz
- Nouveau dictionnaire classique, 1887
- Nouveau dictionnaire universel illustré contenant : langue française - histoire, biographie, géographie, sciences et arts, sciences et arts, par Mgr Paul Guérin et Gaspard Bovier-Lapierre, Nouvelle édition remaniée, augmentée, contenant en deux appendices les simplifications orthographiques autorisées par l’Académie française en 1901 et 1905, 1894-1906